# Freddy Fender
Freddy Fender, född Baldemar Garza Huerta 4 juni 1937 i San Benito, Texas, död 14 oktober 2006 i Corpus Christi, Texas, var en amerikansk country- och tejanoartist, sångare och gitarrist, av mexikanskt ursprung.

## Biografi
Fender växte upp i största fattigdom. Hans familj, som var mexikanska invandrare i USA, reste runt och hade olika tillfälliga arbeten inom lantbruket. Fender hoppade av från high school och tjänstgjorde under tre års tid i Marinkåren, men en stor del av den tiden tillbringade han i arresten. Efter hemförlovningen började han sjunga på billiga syltor och sjöng in en del låtar på spanska. 
1959 fick han några hits i Sydstaterna, såsom "Wasted Days and Wasted Nights". Hans begynnande karriär fick emellertid ett abrupt avbrott 1960, då han greps för innehav av marijuana och dömdes till fem års fängelse i Angola State Prison i Louisiana. Under de år han satt inne uppträdde han för sina medfångar på lördagar och söndagar. Han frisläpptes efter tre år, i juli 1963, och sjöng sedan på nattklubbar i New Orleanstrakten fram till 1968. Han uppmärksammades då av en R&Bskivproducent, och gjorde bland annat en nyinspelning av "Wasted Days and Wasted Nights".
1975 blev han nr. 1 på hitlistorna med "Before the Next Teardrops Fall". Den följdes av hitar som "Secret Love", "Since I Met You Baby" och "You'll Lose a Good Thing". Under senare år spelade han i grupperna Texas Tornados och Los Super Seven.
Fender genomgick 2002 en njurtransplantation och 2004 en levertransplantation. Han genomgick även kemoterapi men avled detta till trots i lungcancer 2006.

## Diskografi (urval)
Soloalbum
- 1961 – Rock 'N Roll
- 1962 – Interpreta el Rock
- 1974 – Before the Next Teardrop Falls
- 1975 – Recorded Inside Louisiana State Prison
- 1975 – Are You Ready for Freddy?
- 1975 – Since I Met You Baby
- 1976 – Rock 'N' Country
- 1976 – Your Cheatin' Heart
- 1976 – If You're Ever in Texas
- 1977 – The Best of Freddy Fender
- 1977 – If You Don't Love Me
- 1977 – Merry Christmas / Feliz Navidad
- 1978 – Swamp Gold
- 1978 – His Greatest Recordings
- 1979 – Tex-Mex
- 1979 – The Texas Balladeer
- 1980 – Together We Drifted Apart
- 1982 – The Border Soundtrack
- 1991 – The Freddy Fender Collection
- 1991 – Favorite Ballads
- 2001 – Forever Gold
- 2002 – La Musica de Baldemar Huerta

Singlar
- 1959 – "Mean Woman" / "Holy One"
- 1960 – "Vagando Yo Voy" / "El Desio De Los Dos"
- 1963 – "Todo Mi Amor" / "El Hijo De Susie"
- 1974 – "Before The Next Teardrop Falls" / "Waiting For Your Love"
- 1974 – "I Love My Rancho Grande" / "No Toquen Ya"
- 1975 – "Since I Met You Baby" / "Little Mama"
- 1975 – "Wasted Days And Wasted Nights" / "Secret Love"
- 1975 – "Wild Side Of Life" / "Go On Baby (I Can Do Without You)"
- 1976 – "You'll Lose A Good Thing" / "I'm To Blame"
- 1976 – "Vaya Con Dios" / "My Happiness
- 1976 – "Que Tristeza Hay En Mi" / "Te Quiero"
- 1976 – "If You're Ever In Texas" / "Livin' It Down"
- 1977 – "The Rains Came" / "Sugar Coated Love"
- 1977 – "If You Don't Love Me (Why Don't You Just Leave Me Alone)" / "Thank You! My Love"
- 1977 – "If You're Looking For A Fool" / "Louisiana Woman"
- 1978 – "I'm Leaving It All Up To You" / "When It Rains It Really Pours"
- 1978 – "Talk To Me" / "Please Mr. Sandman"
- 1979 – "Walking Piece Of Heaven" / "Sweet Summer Day"
- 1979 – "Yours" / "Rock Down In My Shoes"
- 1981 – "My Confession" / "Goin' Honky Tonkin' "
- 2002 – "Crazy Baby" / "Wild Side Of Life"